# Chenwang
Chenwang (kinesiska: 陈王, 陈王街道) är en socken i Kina. Den ligger i provinsen Shandong, i den östra delen av landet, omkring 180 kilometer sydväst om provinshuvudstaden Jinan. Antalet invånare är 29 736. Befolkningen består av 14 891 kvinnor och 14 845 män. Barn under 15 år utgör 18,0 %, vuxna 15-64 år 75 %, och äldre över 65 år 5,0 %.
Genomsnittlig årsnederbörd är 670 millimeter. Den regnigaste månaden är juli, med i genomsnitt 208 mm nederbörd, och den torraste är januari, med 4 mm nederbörd.